# Erythrolamprus guentheri
Erythrolamprus guentheri är en ormart som beskrevs av Garman 1883. Erythrolamprus guentheri ingår i släktet Erythrolamprus och familjen snokar. Inga underarter finns listade i Catalogue of Life.
Arten förekommer i Ecuador och Peru. Honor lägger ägg.